# 켄 젱킨스
켄 젱킨스(Ken Jenkins, 1940년 8월 28일 ~ )는 미국의 배우이다.

## 출연 작품

### 영화
- 에어 아메리카 (1990)
- 파이널 디씨전 (1996)
- 웰컴 투 파라다이스 (2007)
- Girls Weekend (2019)

### 텔레비전
- 스크럽스 (2001-10)